# Austroargiolestes
Austroargiolestes is een geslacht van libellen (Odonata) uit de familie van de Argiolestidae.

## Soorten
Austroargiolestes omvat 10 soorten:
- Austroargiolestes alpinus (Tillyard, 1913)
- Austroargiolestes amabilis (Förster, 1899)
- Austroargiolestes aureus (Tillyard, 1906)
- Austroargiolestes brookhousei Theischinger & O'Farrell, 1986
- Austroargiolestes calcaris (Fraser, 1958)
- Austroargiolestes christine Theischinger & O'Farrell, 1986
- Austroargiolestes chrysoides (Tillyard, 1913)
- Austroargiolestes elke Theischinger & O'Farrell, 1986
- Austroargiolestes icteromelas (Selys, 1862)
- Austroargiolestes isabellae Theischinger & O'Farrell, 1986